# Ahousaht
Ahousaht (scritto anche Ahousat) è il principale centro abitato dell'isola di Flores, nella Columbia Britannica, Canada. Accessibile solamente via mare o in aereo, Ahousaht è una piccola comunità composta prevalentemente da abitanti delle "First Nations" di Nuu-Chah-Nulth. Ha circa 1.800 membri, dei quali quasi la metà vive nella riserva di Maaqtisiis.

## Geografia
Nelle vicinanze si trova la Clayoquot Sound, una riserva-biosfera dell'UNESCO.